# Serial ATA
Serial ATA (poznatiji kao i SATA) je sabirnica na računalu namijenjena za spajanje tvrdih diskova, SSD-ova i optičkih uređaja (CD/DVD). SATA je nasljednik IDE (ili PATA (Parallel ATA)) sabirnice, i nudi teoretski znatno veću brzinu prijenosa podataka.

## SATA I (SATA 1.5 Gbit/s)
Prva generacija SATA uređaja (SATA/150) su koristili 8B/10B enkodiranje. To je značilo teoretsku brzinu od 1,2 gigabita (Gbps) u sekundi, ili 150 megabajta u sekundi (MB/s). Osim poboljšanja u samim uređajima također je i promijenjen način spajanja gdje se koriste posebni, manji, praktičniji i duži SATA priključci, za razliku od starih PATA (IDE) priključaka, kao i redizajniranih naponskih kabela iako postoje hibridni SATA hard diskovi s novim SATA priključkom a starim naponskim kablom. 

## SATA II (SATA 3 Gbit/s)
Predstavljanjem NVIDIA nForce4 standarda u 2004., predstavljen je i novi SATA standard koji je imao skoro duplo veću teoretsku propusnost podataka od 300 MB/s. SATA II sabirnica podržava i staro SATA I sklopovlje i obrnuto. Od 2010. većina tvrdih diskova koji se distribuiraju podržavaju ovaj standard.

## SATA 3.0 (SATA 6 Gbit/s)
U 2008. organizacija SATA je izdala specifikacije za ovaj standard. 
Godine 2009. predstavljen je i novi SATA standard propusnosti podataka od 600 MB/s. SATA 3 sabirnica podržava staro SATA I i SATA II sklopovlje i obrnuto . Od 2010. većina tvrdih diskova koji se distribuiraju podržavaju ovaj standard.
Proizvođač SandForce najavio je da će u 2011. izdati tvrdi disk koji će biti pogonjen ovim standardom.